# Iglesia del Sagrado Corazón (Praga)
La iglesia del Sagrado Corazón es una iglesia católica localizada en Praga, obra de Jože Plečnik construida de 1928 a 1932. 

## Historia
En primavera de 1919, la junta de la construcción de la nueva iglesia parroquial en las afueras de Praga, llamada Vinohrady, decidió convocar un concurso público en el que Jože Plečnik no participó. A pesar de ello, un grupo de destacados arquitectos checos propuso que Plečnik se encargara del trabajo, independientemente del resultado del concurso.
En 1922, Plečnik dibujó varias variantes de la iglesia con el campanile. Cuatro años más tarde concluyó el proyecto con el que propuso una construcción más barata. Se trataba de una idea revolucionaria: construir una sala gigante que posteriormente podría ser sacralizada con varios altares, dispuestos por el espacio. La Junta de la construcción de la iglesia propuso poner la base el 28 de octubre, el día del décimo aniversario de Checoslovaquia, dedicando de esta manera el monumento al nuevo Estado.

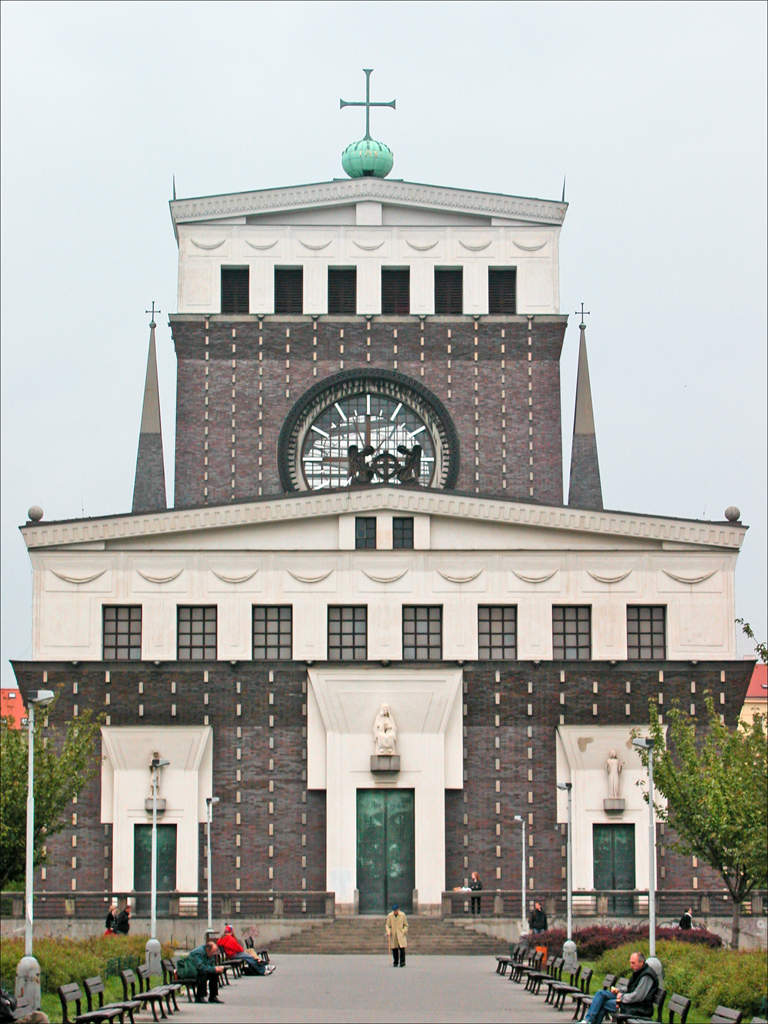
Fachada

El interior de la iglesia es el resultado de la última fase de la reforma de la antigua basílica cristiana, de la que solo queda una serie de ventanas y el techo de madera. Según el plano del diseño interior solo se construyó el altar mayor, mientras que la idea de construir una serie de altares, dispuestos libremente por el espacio, se omitió —a principios de los años 1940, Otto Rothmayer proyectó y añadió los altares laterales del presbiterio, el de San Antón y el de Santa Teresa, utilizando algunos elementos de Plečnik—.
Plečnik proyectó una cripta relativamente amplia que por la forma del arco bajo que tiene parece una catacumba. Está alumbrada indirectamente a través de las ventanas en el pavimento de la iglesia. El arco detrás del altar está hecho de fragmentos arqueológicos de los edificios más antiguos del castillo de Praga, lo que le da al monumento un valor histórico inapreciable. Con la ayuda del campanario que forma parte del frontispicio, la iglesia original obtuvo doble altura. La ventana de roseta con pirámides laterales parafrasea el esquema del frontispicio de una catedral gótica. Plečnik hizo la fachada de ladrillo recocido y sillares de piedra, imitando la forma de la capa real de armiño.

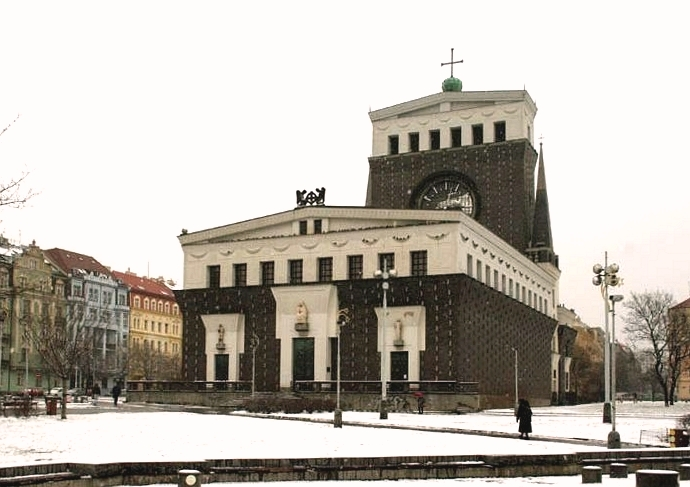

Las afueras de Praga Vinohrady a principios del siglo empezaron a desarrollarse muy rápido, por lo que la iglesia parroquial de Santa Ludmila ya no daba abasto. Por la reputación que tenía Plečnik en los círculos eclesiásticos, el párroco decidió encargarle el trabajo, pero Plečnik al principio no quería aceptarlo, diciendo que no conocía suficientemente la creencia de los checos. A fines de 1921, el arquitecto propuso hacer la capilla de San Alfonso más grande y en 1922 dibujó varias variantes de la iglesia con el campanile. Según la convicción de Semper de que solamente existen dos estilos originales de arquitectura, el griego y el gótico, Plečnik eligió el primero y diseñó la iglesia en forma de templo gigantesco. Alrededor de la nave central ordenó las capillas laterales, mientras que al lado del altar supuso la banda típica de los checos. En 1925 diseñó un nuevo plano para Praga que era más barato y dos años más tarde concluyó el proyecto con la intención de que la construcción de la iglesia requiriera aún menos recursos. Se trataba de una idea revolucionaria de construir una sala gigante que posteriormente podría ser sacralizada con varios altares, dispuestos por el espacio. 
En 1931 Plečnik envió a Praga los planos del diseño interior según los que solo se hizo el altar mayor, pero se omitió la idea de construir varios altares, dispuestos libremente por el espacio. Plečnik nunca llegó a ver la iglesia terminada, puesto que en 1934 salió de Praga. La iglesia de Plečnik es considerada hoy día como uno de los monumentos sacros más importantes del siglo XX.